# 포토레지스트

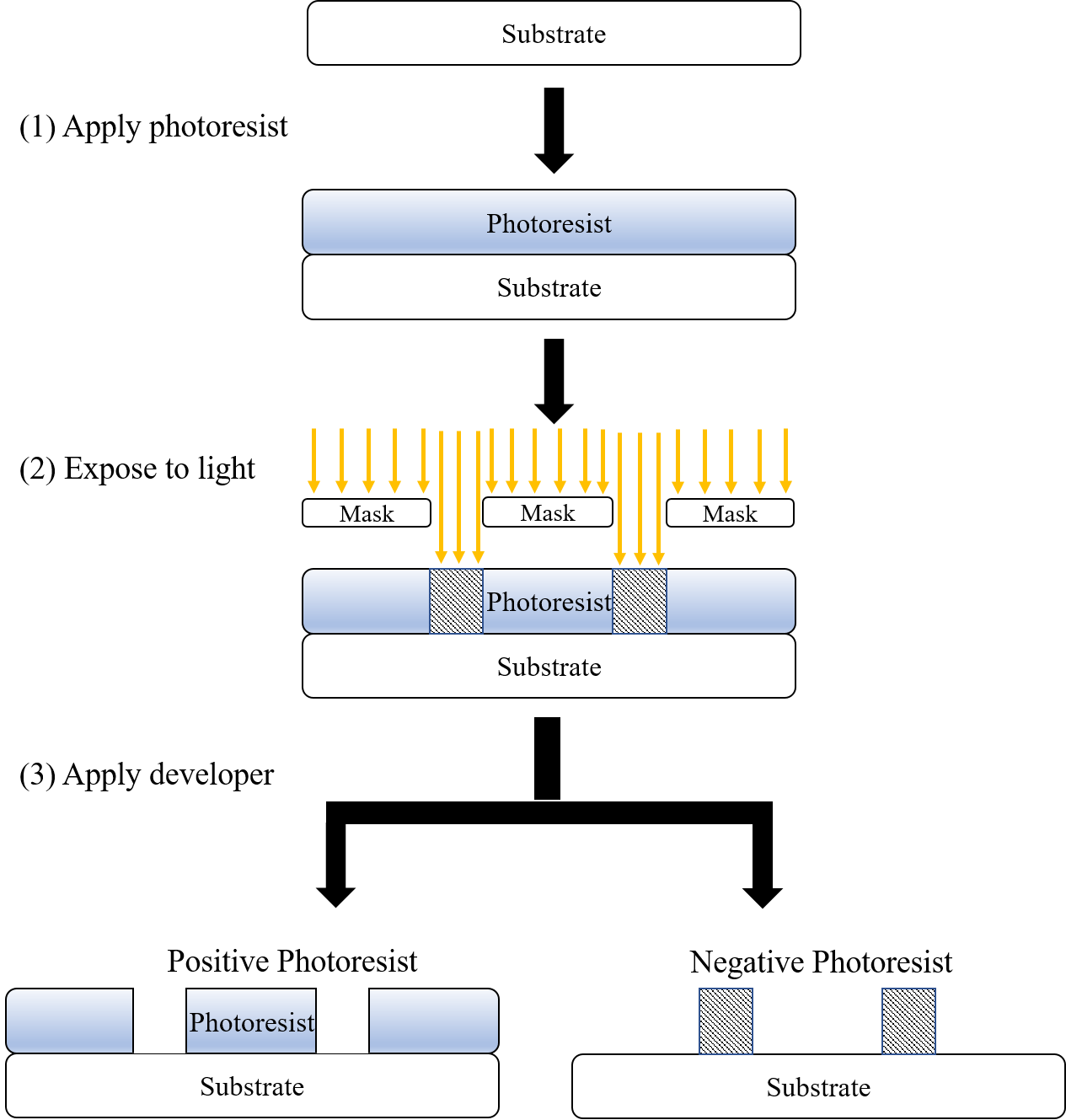
노광공정의 포토레지스트

포토레지스트(영어: photoresist)는 표면에 패턴화된 코팅을 형성하기 위해 포토리소그래피(노광공정), 사진 제판술 등 여러 공정에 사용되는 광반응 물질로 감광성이 있는 수지다. 이 공정은 집적 회로 제조 등 전자산업에 필수적이다.
이 공정은 광반응 유기물질로 기질을 코팅함으로써 시작한다. 그 뒤 패턴화된 마스크는 빛을 차단하기 위해 표면에 적용됨으로써 이 물질에서 마스킹되지 않는 부분만이 빛에 노출된다. 그 뒤 표면에 솔벤트가 적용된다.

## 같이 보기
- 2019년 한일 무역 분쟁